# Gabriel Gorce
Gabriel Gorce Yepes (2 de agosto de 1990, Madrid) é um esquiador alpino espanhol com deficiência visual classificado como B2. Tem tido várias guias tais como Aleix Suñé, Félix Aznar e Arnau Ferrer. Gorce tem competido na Copa de Europa e na Copa do Mundo de Esqui Alpino do Comité Paralímpico Internacional, no Campeonato do Mundo de 2009, e nos Jogos Paralímpicos de Vancouver 2010. Foi homenageado na Gala Desportiva XV.